# Velocidade indicada

Um indicador de velocidade indicada e verdadeira mecânico para uma aeronave

A Velocidade indicada (em inglês:  Indicated airspeed - IAS) é a velocidade lida diretamente do velocímetro de uma aeronave, que funciona utilizando um sistema de Pitot-Estático. Ele usa a diferença entre a pressão total e a pressão estática, fornecida por um sistema mecânico ou eletrônico para medir a pressão dinâmica. A pressão dinâmica inclui ambos os termos de densidade e velocidade. Uma vez que o indicador de velocidade não pode saber a densidade, é projetado e calibrado para assumir as condições de atmosfera padrão (ISA) quando calculando a velocidade. Porém, pelo fato da densidade atual variar consideravelmente a partir deste valor assumido pela alteração de altitude da aeronave, a IAS varia consideravelmente em relação à velocidade verdadeira (TAS), a velocidade relativa entre a aeronave e a massa de ar ao seu redor. A Velocidade calibrada (CAS) é a IAS corrigida pelo instrumento e pelo erro de posição.
A velocidade indicada de uma aeronave em nós é tipicamente abreviada por KIAS, significando em inglês:  Knots-Indicated Air Speed (diferente de KCAS para a velocidade calibrada e KTAS para a velocidade verdadeira).
A IAS é um dado importante para o pioto pois é na IAS que os manuais de voo das aeronaves são baseados, para formar as tabelas de desempenho, tal como a velocidade de estol. Estas velocidades, em termos de velocidade verdadeira, variam consideravelmente dependendo da altitude densidade. Entretanto, em velocidades de operação civil, a estrutura aerodinâmica da aeronave responde apenas à pressão dinâmica e a aeronave continuará a comportar-se igualmente quando em uma área com a mesma pressão dinâmica. Uma vez que é esta pressão dinâmica que faz funcionar o velocímetro, uma aeronave sempre irá, por exemplo, estolar na velocidade indicada publicada (de acordo com a configuração atual) independentemente da densidade, altitude ou velocidade verdadeira.
Além disso, a IAS é especificada em alguns regulamentos e pelo controle de tráfego aéreo quando direcionando os pilotos, pelo fato do velocímetro mostrar esta velocidade (por definição) e ser a velocidade primária de um piloto para referência quando voando abaixo de uma velocidade supersónica.

## IAS versus CAS
A IAS não é a real velocidade através do ar quando a aeronave está ao nível do mar e nas condições de atmosfera padrão (15 °C, 1013 hPa, 0% umidade). A IAS precisa ser corrigida por erros conhecidos do instrumento e de posição, afim de mostrar a velocidade real sob aquelas condições atmosférias, e esta é a [[Velocidade calibrada|CAS (em inglês:  Calibrated Airspeed).]] Apesar disto, a referência primária do piloto irá mostrar sempre a IAS (por definição). Esta relação entre a CAS e a IAS é conhecida e documentada para cada tipo e modelo de aeronave.

## IAS e Velocidades V
O manual de uma aeronave fornece velocidades críticas como IAS (conhecidas como em inglês:  V speeds), velocidade estra indicada pelo velocímetro. Isto se dá pelo fato da aeronave comportar-se semelhantemente na mesma IAS, não importando qual seja a TAS. Por exemplo: um piloto pousando em um aeródromo em alta altitude e quente irá utilizar a mesma IAS para voar a aeronave nas velocidades corretas de aproximação e pouso como se estivesse pousando em um aeródromo ao nível do mar e frio, mesmo sendo a TAS consideravelmente diferente nestas duas aproximações.
Ao passo que a IAS pode ser utilizada de forma confiável para monitorar velocidades críticas muito abaixo da velocidade do som, isto não ocorre em altas velocidades. Um exemplo: pelo fato da compressibilidade mudar consideravelmente quando chegando próximo a velocidade do som, e a velocidade do som variar consideravelmente com a temperatura e então com a altitude, a velocidade máxima na qual a estrutura de uma aeronave está segura, a velocidade de nunca exceder (abreviada VNE) é especificada em várias altitudes diferentes nos manuais de voo, tal como demonstrado na tabela abaixo.
Referência: Notas de um piloto para o motor Sabre IIA do Tempest V - Air Ministry A.P.2458C-PN

## IAS e a navegação
Para a navegação, é necessário converter a IAS para TAS e/ou Velocidade de solo (GS), usando o seguinte método:
- corrigir a IAS para velocidade calibrada (CAS) utilizando uma tabela de correção específica por aeronave;
- corrigir a CAS para velocidade verdadeira (TAS) utilizando a temperatura externa do ar (OAT), altitude pressão e CAS em um computador de voo ou funcionalidade equivalente em um aparelho de GPS;
- converter a TAS para velocidade de solo (GS) para corrigir o efeito do vento.

Com o advento da navegação por Radar Doppler, e mais recentemente, receptores GPS e outros equipamentos avançados de navegação que permitem com que o piloto veja a velocidade de solo diretamente, o cálculo de TAS em voo está se tornando desnecessário para efeitos de estimado de navegação.
A TAS é o método primário para determinar o desempenho de cruzeiro de uma aeronave de acordo com as especificações do fabricante, comparações de velocidade e reportes de pilotos.

## Outras velocidades
A partir da IAS, as seguintes velocidades podem também ser calculadas:
- converter a CAS para velocidade equivalente (EAS), considerando os efeitos da compressibilidade do ar (não necessário em baixas velocidades ou altitudes); a EAS é utilizada por engenheiros aeronáuticos e algumas aeronaves que voam em altas altitudes, tais como o U-2 e o SR-71;
- converter a EAS para velocidade verdadeira (TAS), considerando as diferenças da altitude densidade.

Em grandes aviões a jato a IAS é de longe a mais importante velocidade. A maior parte das limitações de velocidade da aeronave são baseadas na IAS, pois ela reflete a pressão dinâmica. A TAS é normalmente mostrada também, mas simplesmente como uma informação adicional e não necessariamente em um local muito visível.
Aviões comercias modernos também mostram a velocidade de solo (GS) e um indicador de Número Mach. A velocidade de solo mostra a velocidade real que a aeronave está voando sobre o solo. Normalmente, esta velocidade é mostrada no GPS ou sistema semelhante. A velocidade de solo é apenas um auxílio ao piloto para estimar se o voo está no horário, adiantado ou atrasado. Não é utilizada para decolagem e pouso, uma vez que a velocidade imperativa para voar uma aeronave é a velocidade contra o vento.
O indicador de número Mach, em aeronaves subsônicas, é um indicador de alerta. As aeronaves subsônicas não devem voar mais rápido do que uma porcentagem específica da velocidade do som. Normalmente, os aviões comerciais de passageiro não voam mais rápido do que cerca de 85% da velocidade do som, ou Mach 0.85. Aviões supersônicos, como o Concorde e caças militares, usam o indicador de Mach como instrumento principal de velocidade, exceto para decolagens e pousos.
Algumas aeronaves possuem também um indicador de velocidade de taxi, para uso no solo. Uma vez que a IAS normalmente funciona com cerca de 40 a 50 nós (em aviões comerciais a jato), os pilotos podem utilizar este recurso para auxiliá-los no taxi enquanto no solo. Seu alcance de operação é normalmente entre 0 e 50 nós.